# Long Beach (New York)
Long Beach város az amerikai New York állam Nassau megyéjében. Long Island déli turzásain terül el. Lakosainak száma 35 029 fő (2020). Long Beach-et Hempstead városa veszi körül.

## Elhelyezkedés
A város területe összesen 5,2 km². A South Shore egyik turzásán fekszik Long Island közelében. A szigeten nyugatra Atlantic Beach-csel, keletre Lido Beach-csel és Point Lookouttal osztozik. A turzáson parttól partig terül el: északról a Reynolds-csatorna, délről az Atlanti-óceán határolja. Csupán egy felvonó híd köti össze a legközelebbi szigettel s annak városával, Island Parkkal. (A híd a Long Beach Boulevard része.)

## Történelem
Long Beach első lakói a Rockaway-indiánok voltak, akik eladták a területet 1643-ban. Ugyan a turzás adottságait a halászok és farmerek kihasználták (halásztak, nádat arattak), senki sem maradt egy évnél tovább több évszázadon át, ám a kongresszus 1849-ben egy életmentő állomást építtetett a szigetre. Oka egy halálos baleset volt: tucatnyi évvel ezelőtt 62 ember halt meg, mikor egy mexikói bárka ír bevándorlókat szállított New York városába. A baleset a parton történt újév napján.
A sziget fejlesztésére tett első kísérlet egy üdülőhely kialakítása volt, ami Austin Corbin brooklyni építésznek volt köszönhető. 1880-ban egyezséget kötött a Long Island-i vasútvonallal, hogy finanszírozzák neki a New York és Long Beach közötti vasutat, ami Lynbrooktól Long Beach-be szállított. Még abban az évben, Corbin megnyitotta a Long Beach Hotelt, ami 27 villából állt a 330 méter hosszú tengerparton. Ez elnyerte a világ legnagyobb hotelje címet. Eleinte a vasút 300.000 látogatót szállított Long Islandre. A következő tavaszra már Long Island összes településére el lehetett jutni vasúttal, de 1894-től már nem indítottak járatokat.
1907. július 29-én kigyulladt a Long Beach Hotel és porrá égett. A 800 vendég közül egy ember meghalt, hat megsérült, mikor kiugrottak az ablakon. A tüzet a hotel hibás elektromos rendszere okozta. A lángok martalékává vált egy templom, számos apartman és a szálló fürdő pavilonja is. A vendégek autóit kifosztották. Tucatnyi személyt, köztük pincéreket tartóztatott le a rendőrség, mert 20.000 dollár értékben találtak náluk ékszereket és egyéb lopott holmit.

## Népesség
A település népességének változása:

| 2010 | 33 275 |
| 2020 | 35 029 |